# ミーラー・バーイー
ミーラー・バーイー（मीराबाई、1498年頃 - 1546年頃）は、インドの詩人、聖人。ミラバイとも。彼女のパダーヴァリー(讃歌集)は現在でもインド各地で広く愛唱されている

## 生涯
1498年頃にインド北部ラージャスターン州パーリ地区クダキで誕生する。ラージプートの小さな王国のメールター王家出身の王女。彼女の生まれたラージプート族は尚武の気風が強く武人としての誇りが高い種族で、氏族的な結合が強く氏族を単位とした大小の王国が建てられいた。母ヴィール・クマリは彼女が生まれてほどなく亡くなり、クリシュナ信仰に篤い祖父に育てられた。少女時代に馬術、音楽、弓道、宗教、行政を修め、ラージプートの当時の強国でチットールガルに都を置くメーワール王国の皇太子ボージラージに嫁いだ。間もなく皇太子は戦死。1527年義父であるメーワール国王のラーナー･サーンガーはラージプートの諸王を率いてカーヌワーでムガル帝国のバーブルと戦い大敗する。この戦いでミーラーの父は戦死し、ラーナー･サーンガーは重傷を負い翌年死亡する。失意のミーラーは実家で幼いころから馴染んでいたクリシュナ信仰へと深く至り、クリシュナ神を熱愛し崇める詩歌を次々に作った。それは亡き夫をクリシュナに重ね合わせたからという。皇太子との間に子が無かった上に後ろ盾となる父や義父を失ったミーラーは婚家の中で孤立し様々な迫害を受けるようになる。チットールガルを抜け出し行者になったミーラーは実家のメラタ国に戻りその後クリシュナ神の聖地ヴリンダヴァンに移り住み、最終的にクリシュナの所縁ある地ドワールカーにたどり着き、1546年頃に同地で没す。彼女の最後については、信仰するクリシュナの神像に吸収されたなど、いくつかの伝説が伝えられている。

## バクティ(献身的信仰もしくは親愛)
ヒンドゥー教は司祭階級のバラモンが取り仕切る多種の祭祀や、難解・深淵な教義をもつ各学派が存在するが、これらは一般庶民の手の届かないところである。しかし一般人も神に現世や来世の加護を求める気持ちに変わりはなく、10世紀頃から南インドを中心として「バクティ」が広がった。バクティは「神への私心のない絶対的帰依を表す一つの生き方だと考えられ」て、敬虔な信仰心が救済をもたらすとされ、生まれやカーストに関係ないとされた。。ヒンドゥー教では下層とされる女性であるミーラー・バーイーの作品はクリシュナ信仰文学の重要な一角を担い、今日においても詩や賛歌は民衆の間で愛吟され続けている。また、ヒンドゥー教のバクティ運動のシンボルで聖人。

## 日本語訳
- 『ミラバイ訳詩集―クリシュナ讃美歌集』 美莉亜訳（星雲社 2005年）